# Vuk Jeremić
Vuk Jeremić (en serbio: Вук Јеремић, pronunciación ʋûːk jěremitɕ; 3 de julio de 1975) es un político nacido en Yugoslavia que ha participado activamente en asuntos de relaciones exteriores. Del 2012 al 2013 fue presidente de la Asamblea General de las Naciones Unidas.

## Biografía
Nació en Belgrado el 3 de julio de 1975. Comenzó sus estudios básicos y superiores en su ciudad natal donde Boris Tadić, presidente de Serbia (2004-2012), fue uno de sus maestros y terminó la preparatoria en Londres.
En 1998, estudió la licenciatura en Física Teórica en la Universidad de Cambridge y más tarde obtuvo una maestría en Administración Pública en la Escuela de Gobierno John F. Kennedy de la Universidad de Harvard. Está casado con Nataša Jeremič.

## Carrera política
En julio de 1997 Jeremić fue cofundador y primer gerente de la Organización de Estudiantes Serbios en el Extranjero (OSSI), la primera organización internacional de estudiantes de Serbia, siendo un activista en apoyo del movimiento Otpor (Resistencia) que estaba en contra del régimen de Slobodan Milošević. 

### Ministro de Relaciones Exteriores
El 15 de mayo del 2007, toma el cargo de ministro de Relaciones Exteriores de Serbia, puesto que ocupó durante cinco años. En este periodo, representó a su país en diferentes asambleas de las Naciones Unidas y además, fue presidente de la delegación serbia en sesiones del Consejo de Derechos Humanos, en la Conferencia General de la Organización de las Naciones Unidas para la Educación, la Ciencia y la Cultura y en reuniones de la Alianza de Civilizaciones de las Naciones Unidas.
En 2010 y 2011, formó parte del acuerdo Acuerdo de Estabilización y Asociación con Serbia firmado en Luxemburgo como apoyo a los refugiados desplazados por la crisis de 1991 a 1995 en los Balcanes occidentales.

### Presidencia de la Asamblea General de las Naciones Unidas
En el año 2012 fue elegido presidente de la 67.ª sesión de la Asamblea General de las Naciones Unidas, en donde se garantiza la promoción del estado de derecho en todo sus aspectos con base en los tres pilares principales de las Naciones Unidas: la paz y la seguridad, los derechos humanos y el desarrollo.

### Candidatura a la Presidencia de Serbia
En enero de 2017, Jeremić anunció su candidatura a la presidencia de Serbia en las elecciones de 2017. A pesar de que muchos círculos de la oposición consideraban a Saša Janković como el mejor candidato opositor, Jeremić no renunció a la candidatura lo que, en la opinión de muchos, dispersó los votos y facilitó una victoria fácil y contundente al actual presidente del país, Aleksandar Vučić.